# 2000 CP105
2000 CP105, também escrito como 2000 CP105, é um objeto transnetuniano (TNO) que está localizado no disco disperso, uma região do Sistema Solar. Ele possui uma magnitude absoluta (H) de 7,7 e, tem um diâmetro estimado com cerca de 127 km, por isso existem poucas chances que o mesmo possa ser classificado como um planeta anão, devido ao seu tamanho relativamente pequeno.

## Descoberta
2000 CP105 foi descoberto no dia 06 de setembro de 1999 pelos astrônomos C. A. Trujillo, D. C. Jewitt e J. X. Luu.

## Órbita
A órbita de 2000 CP105 tem uma excentricidade de 0.585 e possui um semieixo maior de 83.164 UA. O seu periélio leva o mesmo a uma distância de 34.478 UA em relação ao Sol e seu afélio a 131.851.